# Ellie Parker
Ellie Parker är en amerikansk film från 2005.

## Handling
Ellie Parker, spelad av Naomi Watts, är en skådespelerska som försöker lyckas och nå framgång i Los Angeles. 

## Om filmen
Ellie Parker är skriven, regisserad, producerad och filmad av Scott Coffey.
Naomi Watts spelade titelrollen Ellie Parker. Andra medverkande i filmen är Mark Pellegrino, Rebecca Rigg, Scott Coffey och Chevy Chase. Watts, Coffey och Pellegrino har tidigare jobbat tillsammans i Mulholland Drive. 
Ellie Parker (som är inspelad på en handhållen digital videokamera) började som en serie kortfilmer, men utvecklades under fem års tid till att bli en hel långfilm. 

## Rollista (urval)
- Naomi Watts - Ellie Parker
- Jennifer Syme - rollbesättare
- Greg Freitas - Rick Saul
- Gaye Pope - Leslie Towne
- Rebecca Rigg - Sam
- Mark Pellegrino - Justin
- Scott Coffey - Chris
- Keanu Reeves - Dogstar
- Chevy Chase - Dennis Swartzbaum